# Hyphen
Hyphen è uno studio di architettura internazionale con uffici in Europa e America Latina. L'azienda è specializzata nei settori della vendita al dettaglio, del posto di lavoro, dei data center e della logistica.

## Storia
Hyphen è stata fondata nel 1980, aprendo il suo primo ufficio a Winchester, nel Regno Unito. Originariamente chiamata Househam Henderson, l'azienda ha iniziato ad espandersi all'inizio degli anni novanta e ora gestisce 10 uffici in città di tutta Europa e America Latina.
Alla fine del 2017, la società è stata rinominata Hyphen. Pentagram ha creato l'identità di Hyphen utilizzando un alfabeto stampato e una semplice combinazione di colori evidenziata dal verde neon, per un look distintivo del marchio.
Nel marzo 2019, Hyphen ha collaborato con il team di progettazione interno di Lush e Portview per trasformare uno spazio nel negozio Lush più grande del mondo a Liverpool.
Nel 2021, la società ha aperto un nuovo ufficio a Belfast, citando il doppio accesso al mercato, in particolare nel commercio al dettaglio e nella logistica.
Nel 2022, Hyphen e Trinity Winchester, Ridge LLP e Bentley Projects hanno ricevuto il RESI Award nella categoria "Iniziativa per la salute e il benessere - Residenziale" per l'area residenziale di Bradbury View.
Nel 2023 la società è stata inclusa nella lista WA100 degli studi più grandi del mondo e nella lista AJ100. Allo stesso tempo, Hyphen ha aperto un ufficio a Città del Messico.